# Rafael Caldera
Rafael Caldera Rodríguez (San Felipe, 24 gennaio 1916 – Caracas, 24 dicembre 2009) è stato un politico venezuelano.
Leader e ideologo della Democrazia Cristiana, appartenente alla "seconda grande generazione" di questa corrente mondiale, è considerato il maggior referente di questa dottrina politica in America Latina insieme al cileno Eduardo Frei Montalva. È il principale promotore e firmatario del Patto di Puntofijo che diede inizio all'esperienza democratica nel 1958. Presidente costituzionale nel periodo 1969-1974 e 1994-1999, è stato il civile che ha governato per più tempo in Venezuela. È stato redattore del Legge sul lavoro (1936) e autore della sua riforma nel 1989. È uno dei padri della Costituzione del 1961 e fautore del suo progetto di riforma nel 1992; è stato anche Presidente dell'Unione Interparlamentare Mondiale (1979-1982). Professore onorario e dottore Honoris Causa di oltre quaranta università nel mondo, i suoi libri includono Andrés Bello [1935] (CEM Editrice 1972), Derecho del Trabajo (1939), Moldes para la Fragua (1962), La Democrazia Cristiana [1972] (Edizioni cinque lune, 1979), Reflexiones de La Rábida (1976) e Los causahabientes, de Carabobo a Puntofijo (1999).
Cattolico praticante, sposò Alicia Pietri Montemayor (dal 1941 fino alla sua morte), dalla cui unione sono nati sei figli: Mireya, Rafael Tomás, Juan José, Alicia Helena, Cecilia e Andrés.

## Biografia

### Infanza e giovinezza
È nato a San Felipe, capitale dello stato di Yaracuy, il 24 gennaio 1916. Secondo figlio di Rafael Caldera Izaguirre, avvocato, e Rosa Sofía Rodríguez Rivero, nativi della stessa città. Quando sua madre morì, il 2 maggio 1918, fu cresciuto dalla zia materna María Eva, sposata con Tomás Liscano Giménez, che divenne accademico, parlamentare e magistrato. Le sue sorelle, Rosa Elena e Lola, furono accolte da un altro zio materno, Plácido Daniel Rodríguez Rivero.
Caldera svolge gli studi elementari tra San Felipe (Colegio Montesinos e Padre Delgado) e Caracas (Colegio San Ignacio de Loyola), dove termina gli studi liceali in quest'ultima. Anni dopo, racconterà in un aneddoto che il suo primo discorso è stato pronunciato all'età di nove anni nella Plaza Bolívar de San Felipe. Educato dai Gesuiti, tra cui si ricorda padre Manuel Aguirre Elorriaga SJ, fondatore del Centro Gumilla e della Revista SIC, diventa il Segretario Generale della Gioventù Cattolica Venezuelana.
Nel 1933, insieme a Jesús Pérez Machado e Alfonso Vidal, partecipa al Congresso degli Studenti Universitari Cattolici a Roma, che influenzerà in modo decisivo la sua futura partecipazione alla politica e in cui incontrerà figure come Eduardo Frei Montalva dal Cile e altri fondatori di i movimenti democristiani nei rispettivi paesi.

### Vita accademica

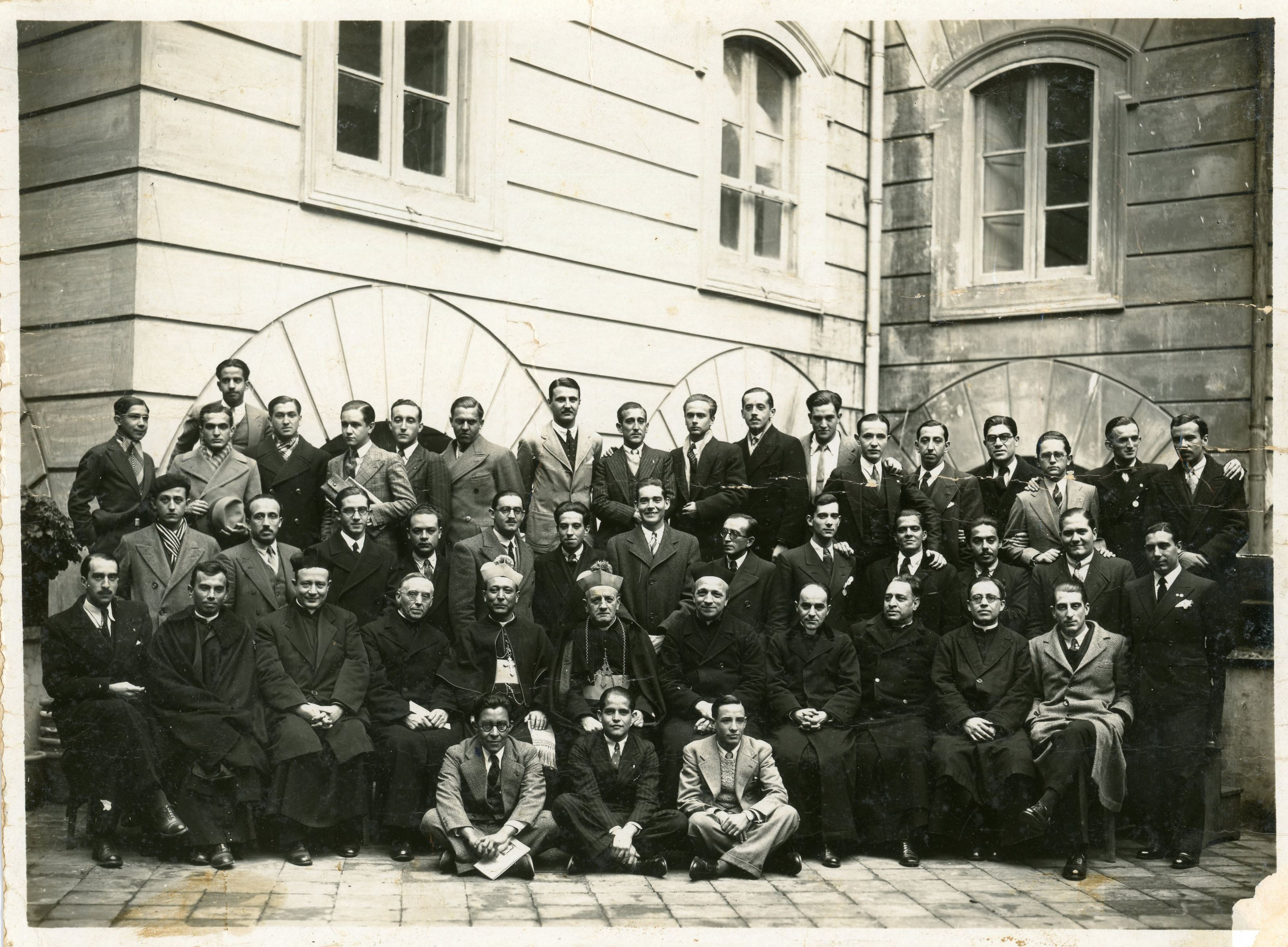
Congresso degli Studenti cattolici latinoamericani a Roma (1933).

Diplomato al liceo a quindici anni con ottimi risultati, deve comunque attendere l'anno successivo per iniziare gli studi di giurisprudenza presso l'Università Centrale del Venezuela, che all'epoca iniziavano ogni due anni. Lì incontra Caracciolo Parra León, il suo professore di Principi generali di diritto, che lo guida verso lo studio della figura di Andrés Bello e a scrivere, all'età di diciannove anni, una biografia sul grande intellettuale che viene premiata dall'Accademia Venezuelana della Lingua nel 1935.
A vent'anni viene nominato vicedirettore dell'Ufficio Nazionale del Lavoro di recente istituzione e partecipa attivamente alla stesura della Legge sul Lavoro, che resterà in vigore per più di cinquant'anni (1936-1990). Nel 1937 fu nominato primo corrispondente dell'Organizzazione internazionale del lavoro in Venezuela.
Laureato in giurisprudenza e dottore in Scienze politiche con la qualifica massima di venti punti nota 4, ha presentato come tesi il suo libro sul Derecho del Trabajo (1939).
Nel 1943 divenne professore di Sociologia giuridica presso l'Università Centrale del Venezuela, e in seguito professore di diritto del lavoro. In entrambe le materie insegnò anche presso l'Università Cattolica Andrés Bello (UCAB), fino al 1968, quando fu eletto Presidente della Repubblica. La sua nomina provocò un certo scompiglio nella sua alma mater, perché la maggior parte degli studenti, comunisti e membri del partito Azione Democratica, protestò contro la sua elezione, invocando due argomenti: la sua posizione dottrinale e l’obbligo di andare al Congresso, poiché non aveva ancora terminato il suo mandato come deputato. Caldera rispose che la sua ideologia era nota, ma che sarebbe stato pienamente rispettoso delle altre correnti di pensiero e, quanto al suo lavoro legislativo, che non ci sarebbe stato alcun problema ad andare al Congresso e ad occupare la presidenza, ma in ogni caso era disposto a sacrificare la sua presenza alle sessioni parlamentari. Nel 1943, quando fu discussa la riforma sul petrolio, non poté partecipare al congresso, perché avrebbe perso la cattedra universitaria.
Nel 1951 è stato insignito del titolo di Professore Onorario presso l'Universidad Mayor de San Marcos di Lima, in Perù e nel 1958 diventa professore onorario presso l'Universidad de Los Andes e l'Università del Zulia. Ha ottenuto in seguito cattedre onorarie e dottorati di più di quaranta istituzioni universitarie nel mondo, tra cui l'Università di Perugia (1973) e Sassari (1992), in Italia; di Lovanio, in Belgio (1979); Deusto (1980) e La Laguna (1976), in Spagna; Ebraica di Gerusalemme (1981), in Israele; Cattolica d'America (1980), Cattolica di Porto Rico (1991), del Connecticut (1986), Notre Dame (1964), del Nebraska (1981) e della Florida (1979), negli Stati Uniti; Università Renmin (1993), Cina; La Sorbonne (1998), in Francia.
Tra i riconoscimenti delle università latinoamericane e venezuelane, spicca quello della sua alma mater, l'Università Centrale del Venezuela, che lo ha conferito all'unanimità come professore onorario nel 1976, nonostante le critiche mosse per aver fatto irruzione in questa casa di studi durante la sua prima presidenza (1969-1971).
Nel 1953 si iscrive all'Accademia di Scienze Politiche e Sociali, occupando la "Cattedra 2" del padre adottivo, Tomás Liscano, con un discorso dal titolo: "Idea di una sociologia venezuelana", a cui risponde l'accademico Edgar Sanabria.
Nel 1961 fu presidente del comitato organizzatore del VI Congresso dell'Associazione sociologica latinoamericana. Il 29 novembre 1967 è entrato all'Accademia della Lingua, occupando la cattedra lasciata da José Manuel Núñez Ponte, con il discorso “La lingua come legame sociale e Integrazione latinoamericana”, a cui ha risposto il poeta Fernando Paz Castillo. È stato presidente dell'Associazione venezuelana di Sociologia, dell'Istituto venezuelano di Diritto del Lavoro e direttore della “Commissione di redazione delle opere complete di Andrés Bello”.

## La carriera politica

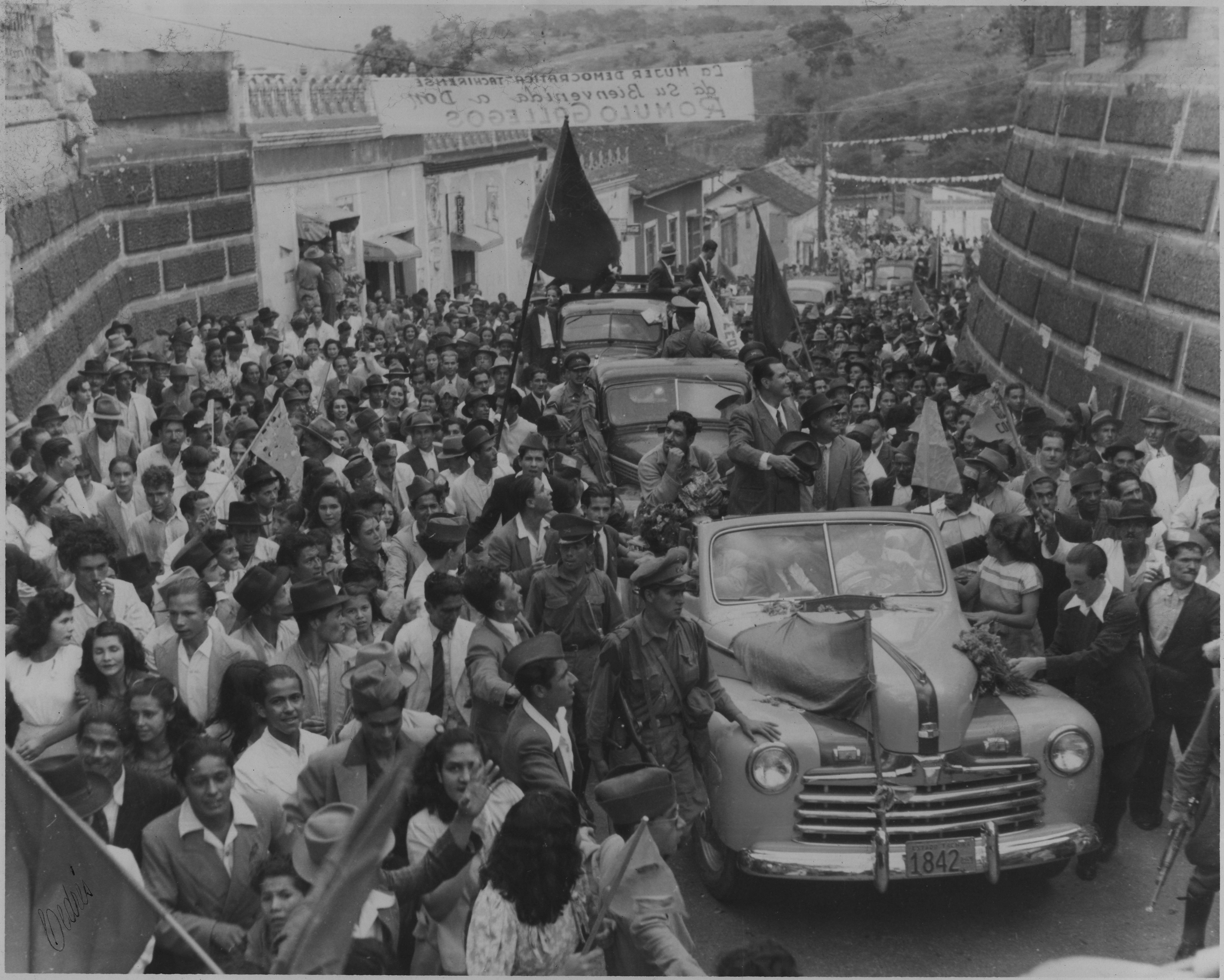
Durante la campagna elettorale del 1947.

Fa parte della Federazione degli Studenti del Venezuela (FEV), guidata dalla “Generazione del 28” – più anziana di circa un decennio rispetto a Caldera - ma finisce per separarsi, con un gruppo di studenti, a causa della posizione che la federazione assume riguardo alla libertà di istruzione e, in particolare, all'educazione cattolica, chiedendo l'espulsione dei gesuiti e degli altri ordini religiosi del Paese, e fondando l’Unione Nazionale Studentesca (Unión Nacional Estudiantil) (UNE), che divenne il germe del movimento social-cristiano venezuelano (1936).
Appena laureato, fondò un movimento elettorale chiamato Azione Nazionale (Acción Nacional) per partecipare alle elezioni municipali. Questo divenne in seguito il Partito d'Azione Nazionale (Partido Acción Nacional) (1941-45), con cui venne eletto deputato al Congresso per lo stato di Yaracuy (1941-44). Lì, diventando il deputato più giovane, partecipa ai dibattiti sul Trattato di confine con la Colombia e sulla riforma del codice civile. Nel 1945 fu nominato procuratore generale della nazione dalla giunta del governo rivoluzionario, guidata da Rómulo Betancourt, che rovesciò il presidente Isaías Medina Angarita.
Il 13 gennaio 1946 fondò il Comitato per l'Organizzazione Politica Elettorale Indipendente (COPEI). Quattro mesi dopo si dimise dalla carica di Procuratore Generale della Nazione in una massiccia manifestazione a San Cristóbal, nello stato di Táchira, il 13 aprile 1946, di fronte ai violenti attacchi contro il suo nuovo partito politico da parte dei militanti del governo. Viene eletto rappresentante del Distretto Federale presso l'Assemblea Nazionale Costituente (1946-47).
Nel febbraio 1948, a trentun anni, è candidato alla presidenza per la prima volta alle elezioni in cui il famoso romanziere Rómulo Gallegos, che era stato suo esaminatore al liceo, era stato annunciato come imbattibile. Gallegos vincerà con 871.752 voti e Caldera otterrà il secondo posto con 262.204 voti. Pochi mesi dopo, nel novembre 1948, lo scrittore è deposto da un colpo di stato militare, il Venezuela viene quindi presieduto da una giunta militare, di cui il colonnello Carlos Delgado Chalbaud è il capo fino al suo assassinio nel 1950. Successivamente la guida del paese è assunta da un civile, Germán Suárez Flamerich, sotto la tutela dei colonnelli Marcos Pérez Jiménez e Luis Felipe Llovera Páez. Caldera porta avanti un'azione di resistenza civica al regime, chiedendo la chiusura del campo di concentramento di Guasina, nonché la cessazione degli arresti illegali. Viene eletto rappresentante dell'Assemblea Costituente del 1952, convocata dal partito al potere, ma a cui non partecipa in segno di protesta contro l'espulsione dei membri dell'Unione Democratica Repubblicana e del Partito Comunista del Venezuela.
In seguito alle sue parole e alle posizioni che assume è imprigionato più volte, il suo programma messo in onda su Televisa, chiamato Aula de Conferencia TV, viene sospeso ed è espulso dall'Università Centrale del Venezuela. Il 3 agosto 1955, gli agenti della Sicurezza nazionale, guidati da Pedro Estrada, lanciarono una bomba nella camera da letto della casa di Caldera, mettendo in pericolo la vita di uno dei suoi figli. Il 20 agosto 1957 fu imprigionato, completamente isolato, in quanto probabile candidato unitario alle elezioni presidenziali che si sarebbero tenute nel dicembre di quell'anno e che Pérez Jiménez trasformò in plebiscito. Nel gennaio 1958 va in esilio per alcuni giorni, a New York, dove è ricevuto da Rómulo Betancourt e Jóvito Villalba, che, insieme a Caldera, erano i leader della nuova democrazia prima della caduta del regime di Marcos Pérez Jiménez. Il 23 gennaio 1958, i tre leaders firmeranno il “Patto di Puntofijo”, così chiamato dai giornalisti che presero il nome della casa Caldera, dove fu firmato: la Quinta Puntofijo de Caldera.

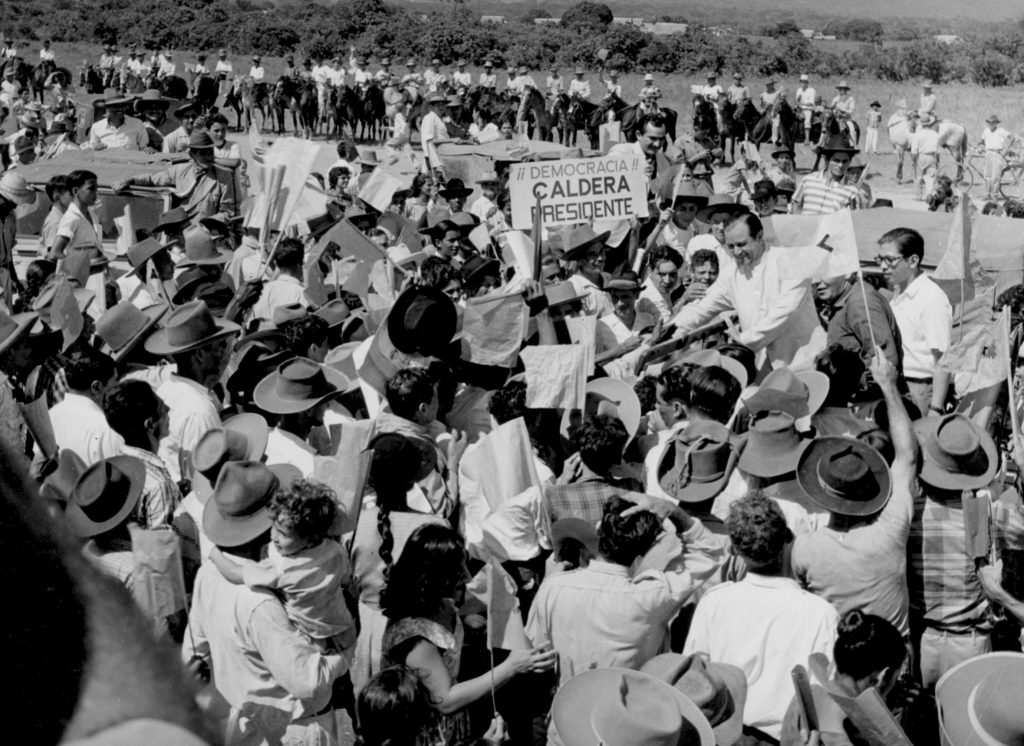
A Barinas durante la campagna elettorale del 1958.

Caldera è uno dei principali promotori e garanti del patto. Tra la metà del 1958 e l'inizio del 1959, ha offerto una serie di discorsi televisivi sul programma Actualidad Política su Radio Caracas Televisión, in cui affronta la questione dell'unità nazionale e delle candidature presidenziali.
Poiché non era stato raggiunto il consenso per un candidato unitario, il suo partito lo presentò per la seconda volta come candidato alla presidenza nelle elezioni del 1958, che fu vinta da Rómulo Betancourt con 1.284.092 voti, seguito da Wolfgang Larrazábal (903.479 voti), e lui stesso arrivando al terzo posto (396.293 voti). Caldera è inserito nelle liste al Congresso ed è eletto deputato del Distretto Federale e Presidente della Camera (1959-1961). In questa veste presiede insieme a Raúl Leoni, la "Commissione per la redazione della Costituzione del 1961", alla cui redazione gli viene attribuito un ruolo fondamentale.
Come segretario generale del COPEI (1948-1969), partecipa alla coalizione a sostegno del governo del presidente Betancourt. Per la terza volta è candidato alla Presidenza con il suo partito alle elezioni del 1963, vinte dal candidato dell'Azione Democratica (AD) Raúl Leoni (957 574 voti), con Caldera al secondo posto (589 177 voti). Durante questi anni Caldera è eletto presidente dell’Organizzazione Democratico-Cristiana d’America (ODCA) (1964-1968), e in seguito presidente della Unione Mondiale Democratica-Cristiana (1967-1968).
Durante il mandato presidenziale di Leoni, il suo partito lascia la coalizione di governo con una linea chiamata "autonomia di azione". Come principale leader dell'opposizione è candidato alla presidenza per la quarta volta, riuscendo ad essere eletto Presidente della Repubblica (1 083 712 voti) con una piccola differenza rispetto al suo principale contendente, Gonzalo Barrios (1.050.806 voti) di AD, dopo la grande divisione subita da questo partito con la candidatura di Luis Beltrán Prieto Figueroa per un nuovo partito, il Movimento Elettorale del Popolo (719.461 voti).

## Prima presidenza (1969-1974)

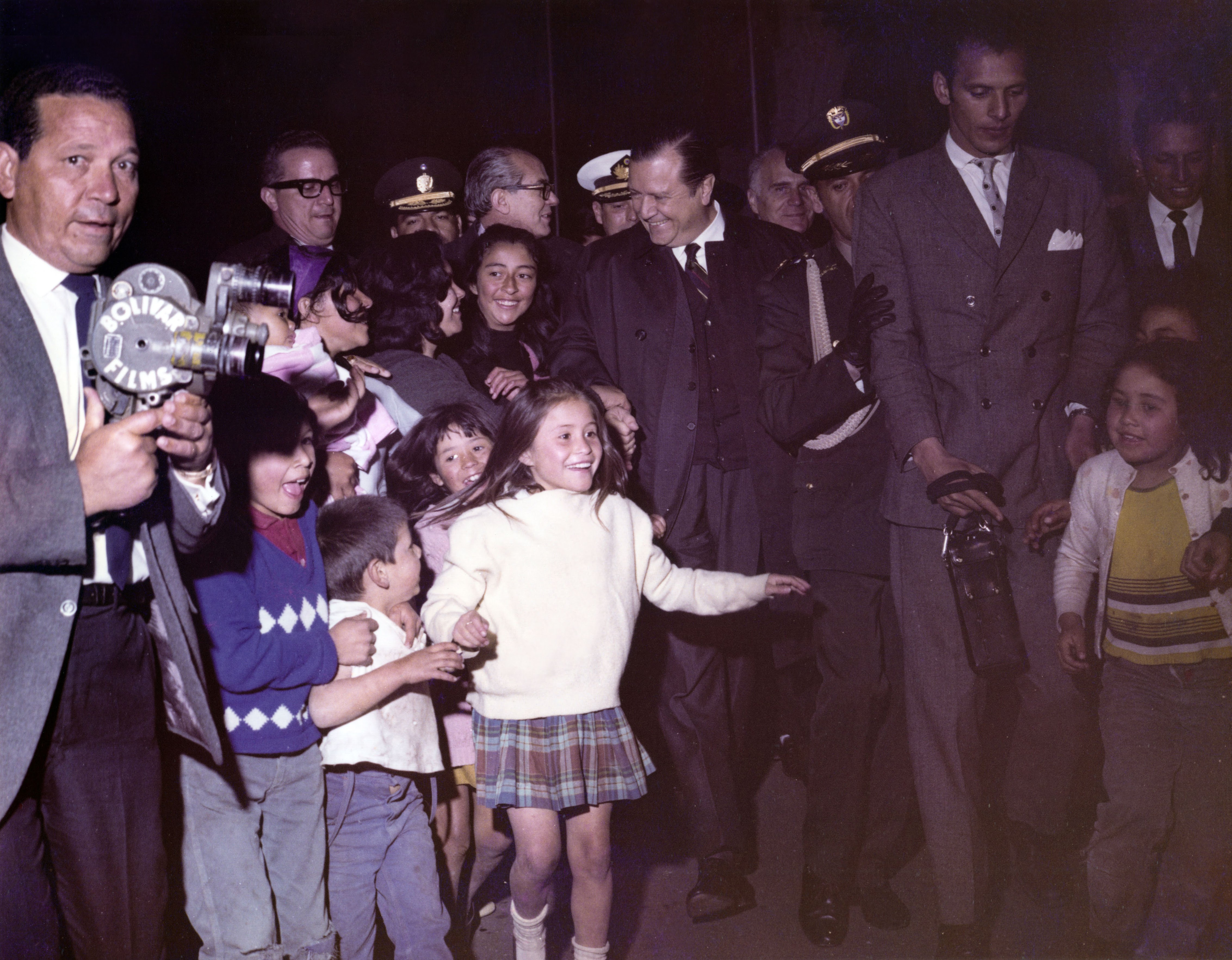
Caldera durante la sua visita ufficiale a Campo de Boyacá in Colombia (1969).

Rafael Caldera fa la storia essendo il primo venezuelano di un partito di opposizione ad assumere il governo costituzionale in modo pacifico e democratico e a dover governare in una minoranza parlamentare, avendo il 28% dei seggi alla Camera dei Deputati e 31% al Senato.
Durante il suo governo, i guerriglieri ancora in armi e inseriti nella vita democratica vengono pacificati, al punto che i loro partiti vengono legalizzati e partecipano liberamente alle elezioni del 1973. Per la prima volta in cinque anni non ci sono presidi o rivolte militari. Nell'aspetto internazionale abbandona la “Dottrina Betancourt” e sotto la tesi della "solidarietà pluralista" e della "giustizia sociale internazionale" stabilisce relazioni con tutti i paesi, comprese la Cina e l'Unione Sovietica, e inizia l'allentamento dei rapporti con Cuba.
Durante la sua amministrazione viene denunciato il trattato commerciale con gli Stati Uniti e viene firmato il Protocollo di Port of Spain, che apre un periodo di attesa di dodici anni nei negoziati tra Venezuela e Guyana sul territorio di Essequibo. Anche il Patto andino viene definitivamente stipulato.
In materia economica, aumenta la partecipazione fiscale nel business petrolifero, nazionalizza il gas e anticipa il ripristino degli asset dell'industria petrolifera, che ne facilita in seguito la nazionalizzazione. Crea inoltre il complesso petrolchimico El Tablazo. Nel periodo 1969-1974 il Venezuela conosce una crescita media del 5% (con punte del 7,6% nel 1970 e del 6,9% nel 1973) e un'inflazione media annua del 3,3%. L’amministrazione Caldera rivaluta due volte il bolivar, d'intesa con la Banca centrale del Venezuela, portandolo a 4,30 per dollaro, e per questo motivo è criticato da alcuni settori economici. Mette in vigore la Legge sulla carriera amministrativa e promuove il decentramento con la creazione di otto regioni amministrative, le corrispondenti società di sviluppo, e il programma denominato La Conquista del Sur a favore delle regioni meridionali dello stato di Bolívar, del distretto di Páez dello stato di Apure e l'allora Territorio federale dell’Amazonas.

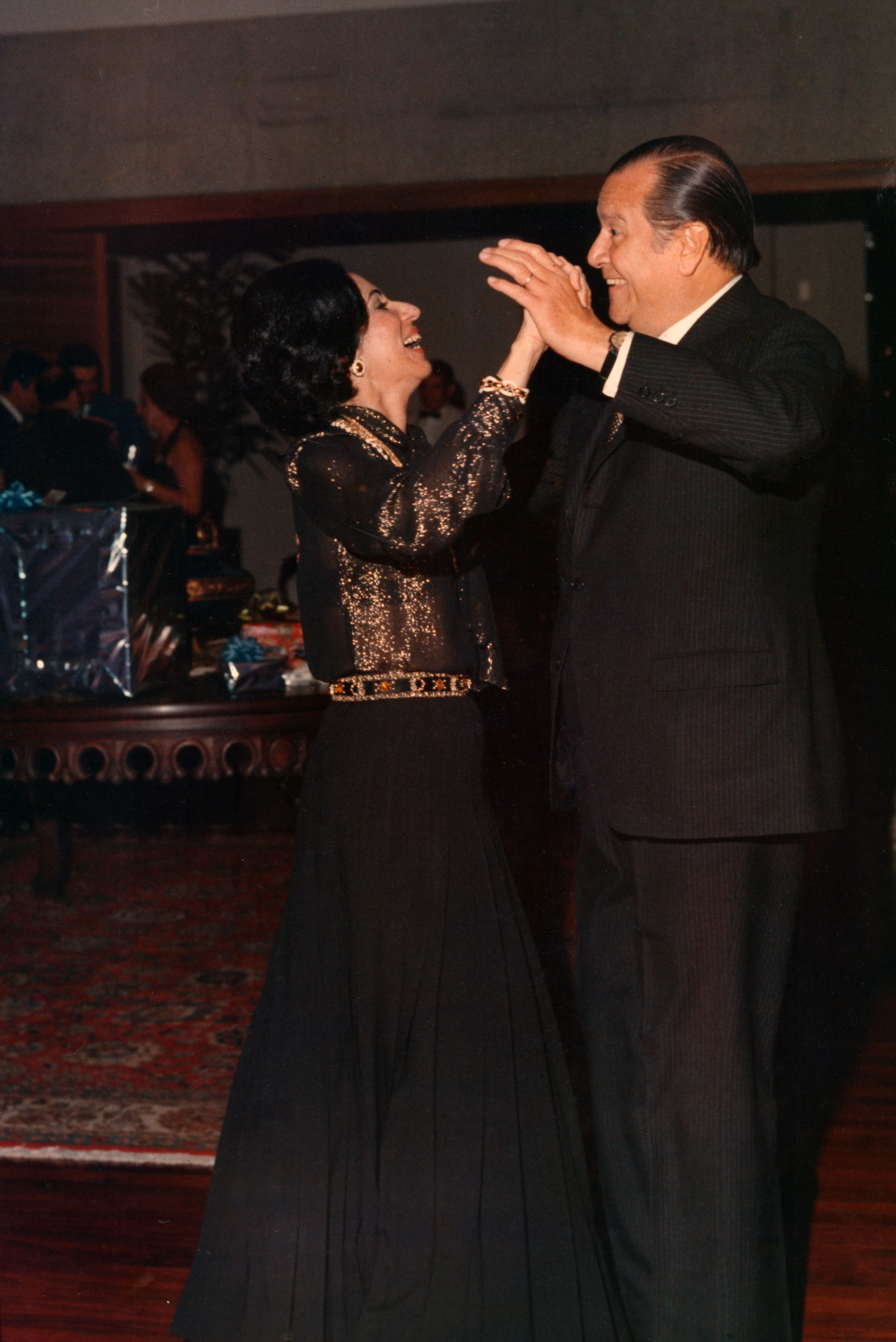
Caldera e sua sposa Alicia Pietri (1973).

Le priorità di Caldera sono l'istruzione e l'alloggio. In materia di istruzione, implementa il ciclo di base e diversificato nell'istruzione secondaria, istituzionalizza le comunità educative, regionalizza le politiche e crea i Collegi Universitari e gli Istituti universitari di Tecnologia. Il numero di istituti di istruzione secondaria raddoppia, mentre triplica il numero di istituti di istruzione superiore, tra cui l'Università Simón Bolívar, l'Università Simón Rodríguez, l'Università Táchira e l'Istituto di studi superiori sulla difesa nazionale. In termini di alloggi, lo slogan della sua campagna elettorale “Centomila case all'anno” è raggiunto solo nell'ultimo anno del suo governo, grazie alla partecipazione del settore privato, dato il rifiuto del Congresso di finanziare il progetto. Lo stesso accade con il piano per l'allestimento dei quartieri e il Segretariato per la promozione popolare, nuovi programmi che Caldera intendeva lanciare a livello nazionale.
In termini di infrastrutture e strade, sono state realizzate e messe in servizio opere come il Poliedro di Caracas, il Complesso Parque Central, gli edifici del Ministero dell'Istruzione, i Tribunali della Repubblica e la Banca Centrale del Venezuela.
Tra i luoghi di cultura si ricordano: il Museo di Arte Contemporanea e la Sala Ríos Reyna del Complesso Culturale Teresa Carreño a Caracas, il Teatro delle Belle Arti di Maracaibo e il Museo Soto a Ciudad Bolívar.
Si ricordano infine il complesso turistico El Morro a Puerto La Cruz; la Zona Protettiva di Caracas e i canali di soccorso dei fiumi Neverí, a Barcelona e Manzanares, a Cumaná; le dighe di José Antonio Páez a Mérida e le fasi tre e quattro del Guri, a Guayana, tra le altre.
Anche la first lady Alicia Pietri de Caldera è stata molto attiva dal punto di vista sociale, presiedendo la Fondazione Festival del Niño e realizzando programmi come il Piano Vacanze (Plan Vacacional), il programma televisivo Sopotocientos, i libri Páginas para imaginar, i parques de bolsillo (letteralmente parchi da taschino), i mini-campi da baseball, la settimana di arte e cultura, la Giornata del Bambino ricoverato e altri.
Alla fine del suo governo, decreta le nuove norme del Diritto del Lavoro, per mezzo della quale incorpora i lavoratori del settore alla tutela della legge e viene effettuata una rettifica delle frontiere con il Brasile che aumenta la superficie del territorio nazionale da 912.050 a 916.445 chilometri quadrati. Inoltre, alla fine del suo governo, si verifica un aumento del prezzo del petrolio che genera risorse straordinarie per il Venezuela in quantità superiore a tutto il debito interno ed estero contratto fino a quel momento dal Paese.

## Senatore a vita

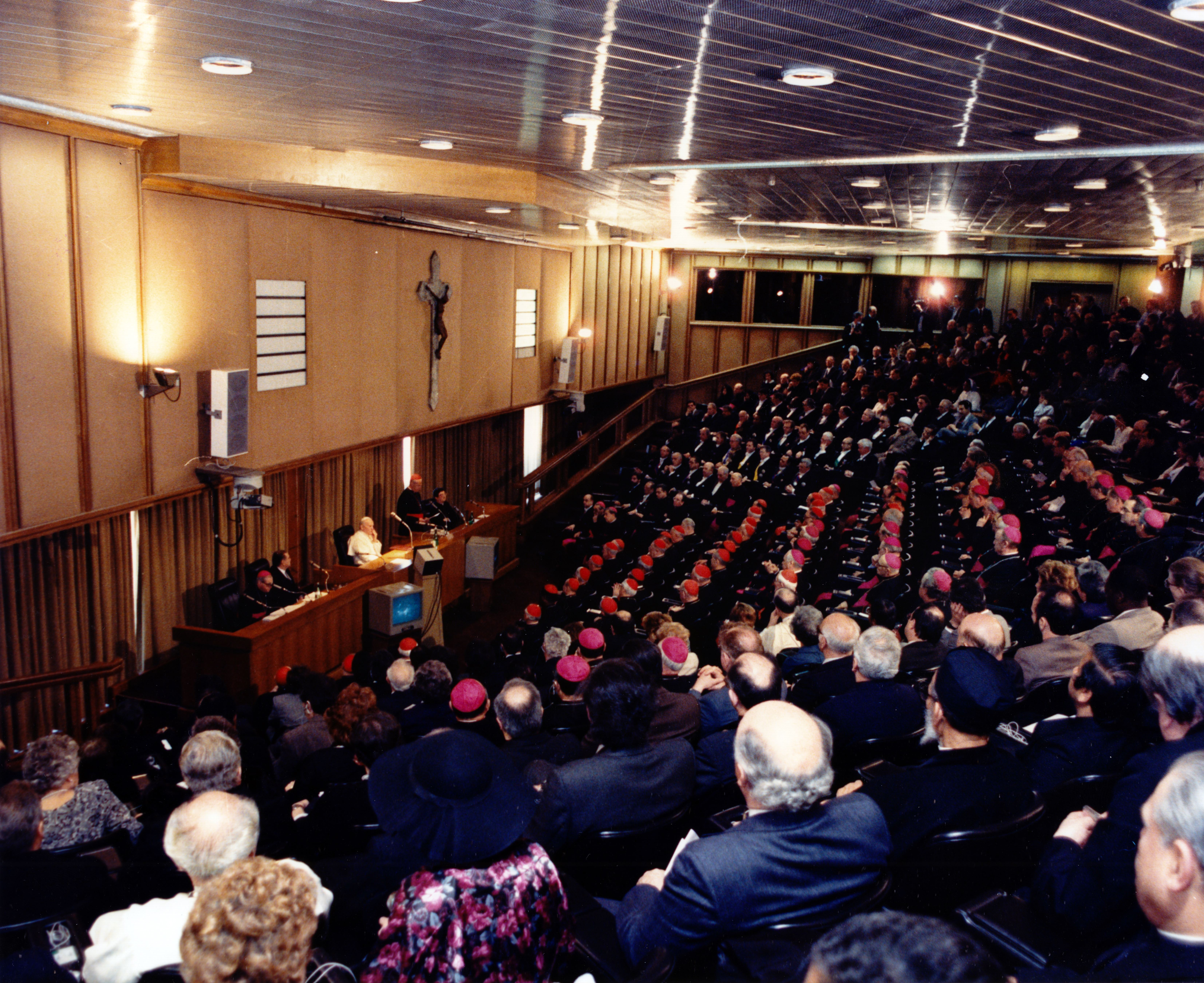
Discorso di Rafael Caldera in commemorazione del XX anniversario dell'enciclica Populorum Progressio, 24 marzo 1987.

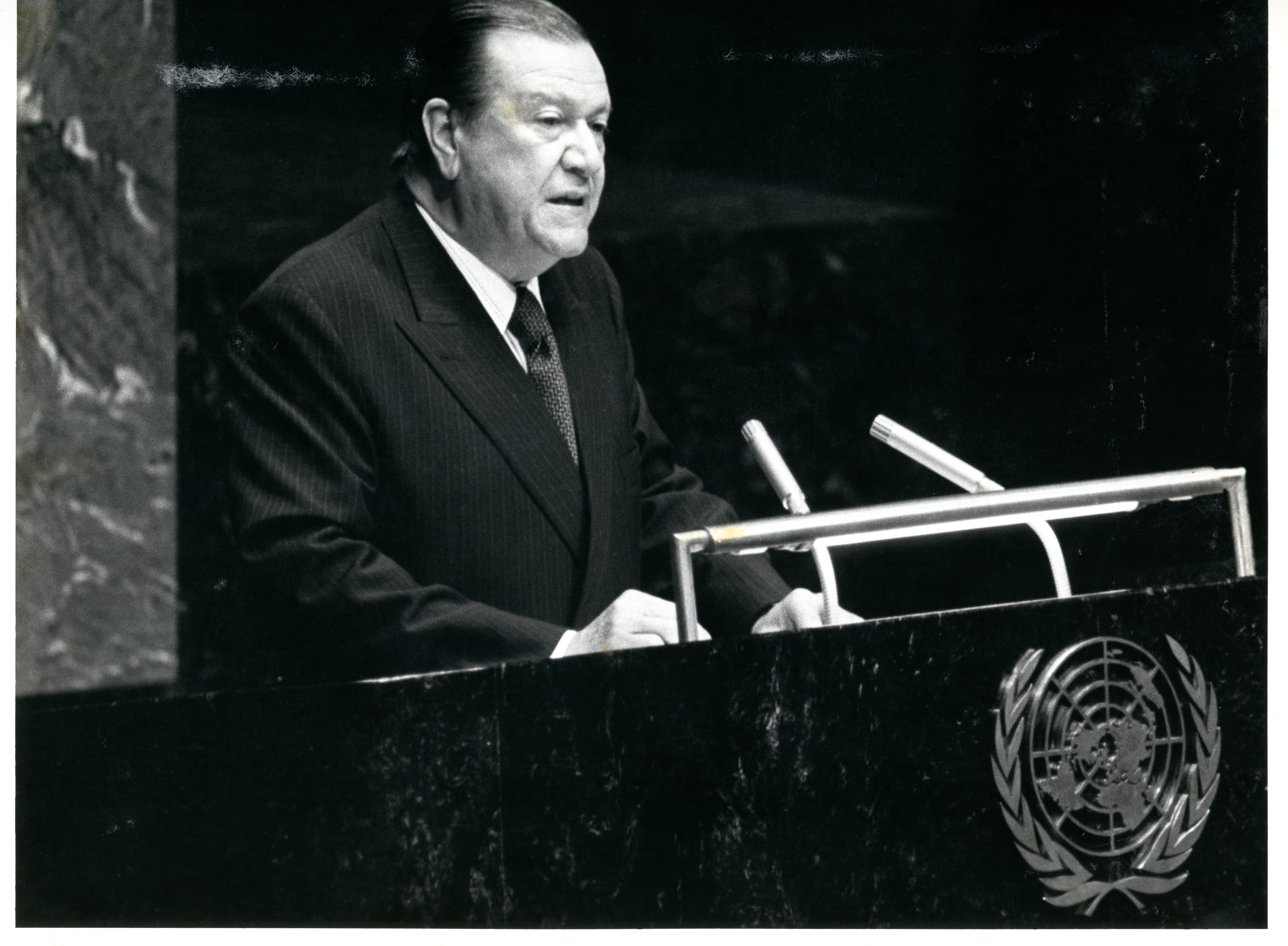
Discorso come presidente dell'Unione interparlamentare mondiale di fronte all'assemblea delle Nazioni Unite (1980).

Nel 1974 entra a far parte del Congresso come senatore a vita, annunciando che avrebbe partecipato solo a dibattiti di alto interesse nazionale, cosa che ha fatto nel 1975, nella discussione della legge sulla nazionalizzazione dell'industria petrolifera; nel 1977, nella discussione della Legge Regime Municipale; nel 1978, per rispondere al messaggio del presidente Pérez, in cui aveva fatto il punto sul suo mandato quadriennale.
Quell'anno, ha partecipato alla campagna presidenziale del candidato del suo partito, Luís Herrera Campíns (poi vincitore), accompagnandolo nelle manifestazioni, sostenendolo in spot televisivi, dopo aver presentato la sua candidatura durante il I Congresso Nazionale Sociale Cristiano, il 18 agosto 1977, al Poliedro de Caracas.
Nel luglio 1979 viene eletto presidente del Congresso mondiale della Riforma agraria tenutosi a Roma e, a settembre, presidente per un periodo di tre anni (1979-1982) dell'Unione Interparlamentare Mondiale..
Nel 1980 viene nominato presidente della “Commissione per la creazione dell'Università per la Pace” dal Segretario Generale delle Nazioni Unite, Kurt Waldheim. Nel 1983, è eletto al Congresso presidenziale cristiano-sociale come candidato per il partito COPEI per le elezioni di dicembre di quell'anno, in cui il candidato del partito di Azione Democratica (AD) Jaime Lusinchi (3.773.731 voti) risulta vincitore, occupando il secondo posto (2.298.176 voti).
Nel 1985 è nominato presidente della “Commissione Bicamerale per la Riforma del Diritto del Lavoro”, il cui progetto è presentato nel 1989 ed approvato alla fine del 1990. Nel giugno 1989 presiede la “Commissione Bicamerale per la Riforma della Costituzione”, il cui disegno di legge viene presentato nel 1992. Questo viene approvato nella prima e seconda discussione alla Camera dei Deputati e nella prima discussione al Senato ma, dopo la ripresa della discussione nel nuovo periodo delle sedute parlamentari 1994-1999, non viene approvato. Il progetto intendeva espandere la partecipazione dei cittadini con nuove istituzioni quali referendum revocativo, approvativo, consultivoe e abrogativo; la creazione di nuove figure come il Primo Ministro e il Difensore civico (Defensor del Pueblo); e la riforma del potere giudiziario.
Nel 1987 Caldera viene invitato da Papa Giovanni Paolo II a tenere il discorso per la commemorazione dei vent'anni dell'Enciclica Populorum progressio, davanti al Collegio cardinalizio. Sempre nel 1987 cerca di essere il candidato alla presidenza per COPEI, ma perde la nomina contro suo delfino politico, Eduardo Fernández, entrando quindi in quella che ha definito "la riserva", astenendosi dal partecipare al dibattito elettorale della campagna presidenziale del 1988.
Il 1º marzo 1989 e il 4 febbraio 1992, in qualità di senatore a vita, ha utilizzato la tribuna parlamentare per riferirsi agli eventi del Caracazo e del tentativo di colpo di Stato del 4 Febbraio.
Nel 1993 si candidadi nuovo alla presidenza con una coalizione di partiti, nota come "Chiripero" e un nuovo gruppo politico formato dai social-cristiani chiamato Convergencia, coordinato da suo figlio Juan José Caldera. Per questo motivo, il Comitato Nazionale del COPEI approva la sua esclusione, ad esclusione dell'ex presidente Luís Herrera Campíns che era invece contrario. Viene eletto di nuovo Presidente con un vantaggio di quasi quattrocentomila voti (1.710.722 voti) sul suo principale contendente, Claudio Fermín (1.326.287 voti), in un'elezione dove per la prima volta il fenomeno dell'astensione si manifesta in maniera significativa in Venezuela (39,84%).

## La seconda presidenza (1994-1999)

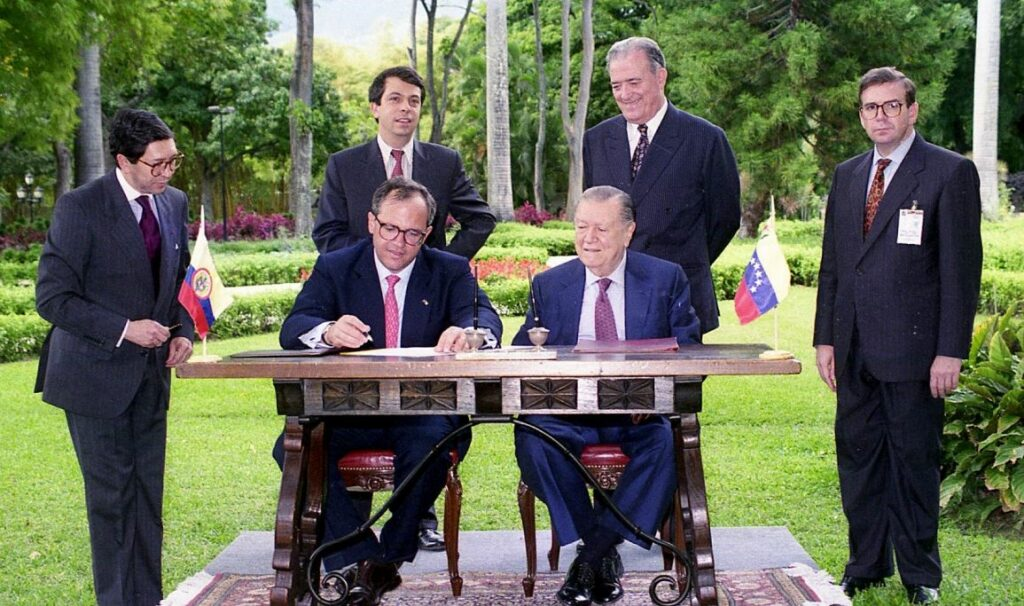
Il presidente colombiano Ernesto Samper e Caldera nei giardini della residenza presidenziale La Casona, Caracas (1994).

Caldera assume la presidenza per la seconda volta nel pieno di una crisi finanziaria iniziata nel precedente periodo di governo, causata principalmente dalla concentrazione di azioni proprie e dalla concessione di auto-mutui ad azionisti e prestanomi di un numero significativo di banche, e che devasta la metà del sistema dei risparmi. Secondo il Ministero delle Finanze, “la totalità delle risorse che la Nazione ha dovuto stanziare nel corso del 1994 per assistere le istituzioni finanziarie intervenute e controllate dallo Stato è stata di 1.037.043 milioni di bolivar”, pari al 12% del prodotto interno lordo da quell'anno.
I bassi prezzi del petrolio lo costringono a tagliare del 10% il budget del 1994 e ad attuare il piano Sosa, fondamentalmente di natura fiscale, che riforma e attua varie leggi fiscali e crea il Servizio Integrato di Amministrazione Fiscale Nazionale (SENIAT). La sfiducia generata dalla crisi bancaria e le dimissioni del presidente della Banca Centrale del Venezuela spingono il governo ad attuare un controllo dei cambi che rimane in vigore fino all'aprile 1996. La politica di aiuti finanziari, iniziata con il governo di Ramón J. Velázquez, è sostituita da un versamento dalle banche allo Stato per un valore simbolico di un bolivar da ricapitalizzare e restituire al sistema finanziario, sulla base di un rapporto presentato da una commissione del Fondo monetario internazionale. La Soprintendenza delle Banche viene rafforzata e molte delle entità finanziarie precedentemente nazionalizzate vengono privatizzate (Banco de Venezuela, Banco Consolidado, Banco Unión).
A causa della minoranza parlamentare in cui si trovava, il governo non ottiene l'approvazione di nessuno dei piani economici formulati e finisce per contraddire le proposte avanzate durante la campagna elettorale recandosi al Fondo Monetario Internazionale, con la presentazione di un programma denominato Agenda Venezuela. Simile al programma (duramente criticato) del secondo governo Pérez nel 1989, l'agenda è differenziata dalla precedente per la ricerca del consenso dell'esecutivo con i diversi settori della società.
Tuttavia, la liberalizzazione del petrolio, avviata sotto la guida di PDVSA, riduce sostanzialmente il fabbisogno di finanziamento richiesto al FMI e all'economia, da un tasso di crescita negativo nel 1994 (-2,3%), che diventa positivo nel 1995 (3,9%), per tornare nuovamente negativa nel 1996 (-0,2%), raggiungendo un livello elevato nel 1997 (6,3%). Nel 1998, il calo del prezzo del petrolio ha un impatto negativo sull'economia e sull'umore dei venezuelani (-0,11%).
L'esperienza accumulata nella gestione dei bilanci in deficit, porta il Governo a creare nel 1998, con Decreto n. 2.991 con status e forza di legge, il Fondo di Investimento per la Stabilizzazione Macroeconomica, per evitare future difficoltà di bilancio in tempi di bassi prezzi del petrolio. Società come SIDOR e diversi complessi alberghieri vengono privatizzate. Nella sfera sociale, nonostante le difficoltà di bilancio, vengono mantenuti e migliorati i programmi sociali esistenti, come la sovvenzione alimentare, il programma di alimentazione materna e infantile, i nuclei plurifamiliari e gli asili nido, e ne vengono creati di nuovi come il PROAL per l’alimentazione di base e il SUNET per l'accesso ai farmaci.
Allo stesso modo, viene creato il Fondo per il rafforzamento sociale per incoraggiare la partecipazione delle organizzazioni di quartiere a risolvere i propri problemi e per sostenere le organizzazioni della società civile nel loro lavoro sociale. Si sviluppa inoltre un programma con partecipazione privata per l'abbellimento e la manutenzione di aree pubbliche e giardini, guidato dalla first lady, Alicia Pietri de Caldera, e denominato “Un amore per la mia città” (Un cariño para mi ciudad).
Per quanto riguarda le infrastrutture e i lavori stradali, vengono inaugurate la diga Camatagua II a Guayana e Taguaza a Caracas; l'acquedotto regionale del centro; l'autostrada Mérida-El Vigía; la sezione San Felipe-La Raya e Yagua-Puerto Cabello dell'autostrada Centro-Occidentale; il tratto San Carlos-Agua Blanca dell'autostrada José Antonio Páez e San Juan de Uchire-Clarines dell'autostrada Rómulo Betancourt. Vengono inoltre inaugurati la linea 3 della metropolitana di Caracas, il Museo Jacobo Borges e il Museo Cruz Diez, e sono promosse la ferrovia Caracas-Cúa e il complesso idrologico Yacambú-Quíbor.
Nel 1997 viene raggiunto un accordo tripartito, tra datori di lavoro, lavoratori e Stato, con il quale si modifica il sistema di previdenza e di sicurezza sociale e si creano i fondi pensione, che, tra le altre cose, avrebbero consentito la promozione della costruzione di alloggi.
Durante il suo mandato, ha continuato con la politica di pacificazione militare avviata dai presidenti Carlos Andrés Pérez e Ramón J. Velázquez, che culmina con l’amnistia concessa ai responsabili dei tentativi di colpo di stato del 4 febbraio e del 27 novembre 1992, con i capi che continuavano a stare in prigione. Il tenente colonnello in congedo Hugo Chávez, che aveva ottenuto scarsi risultati alle urne fino al dicembre 1997 (4%), vince le elezioni un anno dopo, il 6 dicembre 1998.

## Rafael Caldera e l’Italia

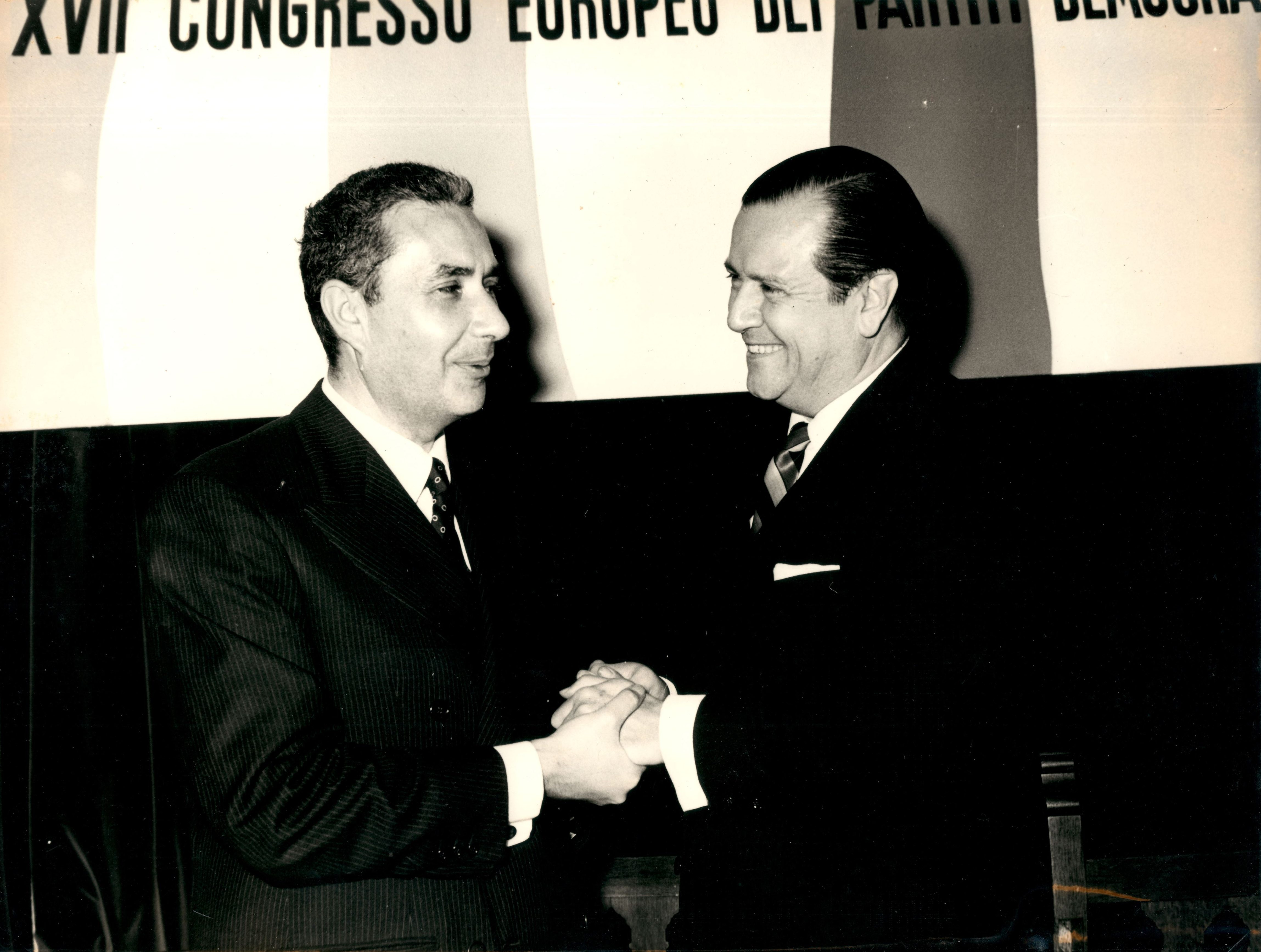
Aldo Moro e Caldera (1965).

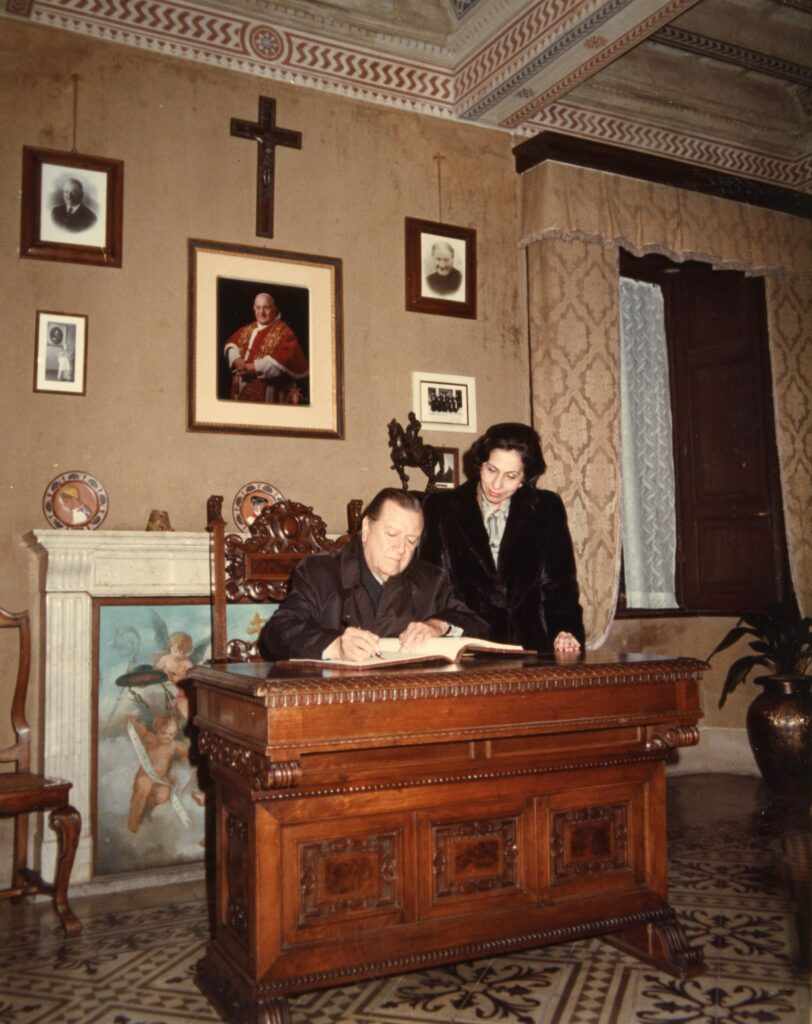
Visita alla casa natale di SS Giovanni XXIII a Sotto il Monte (BG) il 20 dicembre 1981.

Le relazioni tra Rafael Caldera e l’Italia sono sempre state segnate da una profonda amicizia e stima. Si potrebbe considerare che la sua vocazione politica nasce proprio in questo paese, a Roma nel 1933, quando ancora studente partecipa al Congresso degli universitari cattolici. In seguito vi ritornerà in veste ufficiale di deputato, di rappresentante della democrazia cristiana latinoamericana o per ricevere alcuni dei numerosi riconoscimenti che gli vengono assegnati.
L’8 settembre 1959 viene ricevuto in udienza, in qualità di Presidente della Camera venezuelana, dal Presidente della Repubblica Giovanni Gronchi, insieme a una delegazione comprendente il Dr Jan Manuel Dominguez Chacin, Primo Vice Presidente del Senato e dall'On. Dr Gonzano Barrios, Membro delle Commissioni interni ed esteri della Camera dei deputati, e accompagnata da S.E. il Dr Mariano Medina Febres, ambasciatore del Venezuela in Italia. Scopo della visita è rendere omaggio al Capo dello Stato italiana, noto esponente della Democrazia Cristiana.
Nel 1962, Caldera partecipa, in qualità di invitato, al VIII Congresso della Democrazia Cristiana che si tiene a Napoli dal 27 al 31 gennaio. Un avvenimento importante non solo per la DC, ma per la storia del Paese perché è infatti a Napoli che prevale la linea dell’On. Aldo Moro che segna l’inizio del centro-sinistra. Lo stesso Caldera in un articolo pubblicato nel giugno del 1978, un mese dopo il ritrovamento del corpo di Moro trucidato dalle Brigate Rosse, conferma che la sua “relazione personale” comincia nel gennaio del ’62 nel Teatro San Carlo di Napoli dove assume “l’onorevole incarico di pronunciare parole di amichevole solidarietà agli Italiani in nome della democrazia cristiana latinoamericana”.
I rapporti fra lo statista pugliese e il politico venezuelano sono sempre stati molto forti. I due sono in effetti accomunati da una visione “sintonica” della dottrina cristiano-democratica considerata come “lo strumento politico attraverso cui conciliare democrazia sociale con democrazia economica; sviluppo economico, libera impresa con solidarietà; lavoro con giustizia sociale”. A proposito del periodo della prima presidenza (1969-1974), Gianni La Bella afferma che, mentre Caldera è presidente e Moro ministro degli Esteri, i rapporti tra Venezuela e Italia sono “eccellenti”. Più precisamente dichiara che in questi anni il paese latinoamericano è “uno dei più fedeli alleati del governo italiano in tutti i fori internazionali”.
Secondo lo stesso Caldera, l’ultimo incontro con il leader democristiano si tiene nel dicembre del 1975, quando Moro è tornato a Palazzo Chigi. Durante quest’ultima visita il Presidente del Consiglio spiega all’amico e collega le basi di quello che, qualche mese dopo, si sarebbe materializzato con il nome di “compromesso storico”. Dice infatti Rafael Caldera citando Moro:
Per quanto riguarda la relazione con altri leader italiani si segnalano quelle avute con il democristiano Mariano Rumor, che tra il 1964 e il 1969 è segretario politico della DC e dell’Unione Europea Democratico-Cristiana. Rumor visita il Venezuela nel 1966 invitato dal partito COPEI. Durante il suo soggiorno, durato solamente un giorno e mezzo ha occasione di incontrare i giornalisti e i rappresentanti politici di ogni schieramento, primo fra tutti il Dr. Caldera. Quest’ultimo usa in particolare parole di grande stima per l’onorevole veneto che definisce “amico” e “straordinario ambasciatore di buona volontà”.
Durante la sua seconda presidenza, Rafael Caldera fu di nuovo ospite al Palazzo del Quirinale. Il 5 maggio 1995 fu infatti ricevuto dal Presidente della Repubblica Oscar Luigi Scalfaro con il quale si intrattenne e consumò una colazione organizzata in suo onore.
I viaggi in Italia del Presidente Caldera non avevano solo come obiettivo l’incontro di rappresentanti delle istituzioni della Repubblica italiana. Infatti il politico venezuelano, fin dalla sua gioventù, ha sempre dimostrato un forte legame con le autorità vaticane. Nella sua vita Caldera ha conosciuto tutti i papi del XX secolo, da Pio XI a Giovanni Paolo II e con tutti ebbe un legame speciale. Nel 1990, in occasione del centenario dell’enciclica Rerum Novarum di Leone XIII, pronunciò parole di elogio nei confronti del papato affermando che “forse il contributo più importante che i Papi hanno dato alla società civile in questi cento anni è stata proprio la dottrina sociale della Chiesa”.

## Gli ultimi anni
Terminata la sua seconda esperienza governativa, Caldera torna nella stessa casa di residenza come aveva fatto alla fine della sua prima amministrazione. Si oppone pubblicamente all'Assemblea Costituente convocata dal nuovo presidente Hugo Chávez, ritenendola una violazione della costituzione in vigore del 1961. A seguito della promulgazione della nuova costituzione, viene eliminata la figura di senatore a vita che lo porta a qualificarsi per il pensionamento gli spettava come parlamentare. Scrive settimanalmente sulla stampa e pubblica il suo ultimo libro, Los causahabientes, de Carabobo a Puntofijo (1999), presentato dal suo ex ministro del Cordiplan ed ex candidato alla presidenza, Teodoro Petkoff.
La malattia di Parkinson lo isola sempre di più fino alla morte, un mese prima dei suoi novantaquattro anni, la mattina presto del 24 dicembre 2009. Due anni dopo, il 9 febbraio 2011, si spegne sua moglie Alicia Pietri.